# Clive Standen
Clive James Standen (Holywood, Irlanda del Norte; 22 de julio de 1981) es un actor británico conocido por haber interpretado a Archer en Robin Hood, a Gawain en Camelot y a Rollo en la serie Vikings.

## Biografía
Fue miembro del National Youth Theatre y el National Youth Music Theatre. 
Se entrenó por tres años en la prestigiosa London Academy of Music and Dramatic Art  LAMDA.
En 2007 Clive se casó con Francesca, la pareja tiene tres hijos, Hayden, Edi y Rafferty Standen.

## Carrera
En el 2004 hizo su debut en la televisión cuando apareció en la serie Waking the Dead interpretando a Martin Raynor.
En el 2005 apareció en la serie médica Doctors donde interpretó a Charlie Halliday. Ese mismo año apareció en la película Tom Brown's Schooldays donde interpretó a Brooke.
En el 2006 interpretó a Pete en la película Heroes and Villains.
En el 2007 apareció en la película Namastey London donde interpretando a Charles "Charlie" Brown.
En el 2008 interpretó al soldado Clive Harris en la serie de ciencia ficción Doctor Who.
En el 2009 se unió al elenco durante la última temporada de la serie Robin Hood donde interpretó a Archer, el medio hermano de Robin Hood (Jonas Armstrong) y Guy of Gisborne (Richard Armitage). En el 2010 prestó su voz para los videojuegos Aliens vs. Predator e Inversion donde sus personajes fueron Leo y Gulthar.
En el 2011 apareció en la serie Camelot donde interpretó a Gawain, un antiguo caballero y gran guerrero.
En el 2012 apareció en el cortometraje Moscow donde interpretó a Roger Bloomstart. 
En el 2013 se unió al elenco principal de la serie Vikings donde interpreta a Rollo, el hermano del vikingo Ragnar Lodbrok (Travis Fimmel). Ese mismo año aparecerá en la película Hammer of the Gods donde interpretará a Hagen.
En el 2015 aparecerá en la película Everest, donde dará vida a Ed Viesturs. La película estará basada en los hechos reales ocurridos durante el desastre del Everest de 1996 en donde varios alpinistas murieron.
En febrero del 2016 se anunció que se uniría al elenco de la serie Taken donde dará vida a Bryan Mills, de joven. Papel interpretado por el actor Liam Neeson en las películas con el mismo nombre "Taken".

## Filmografía

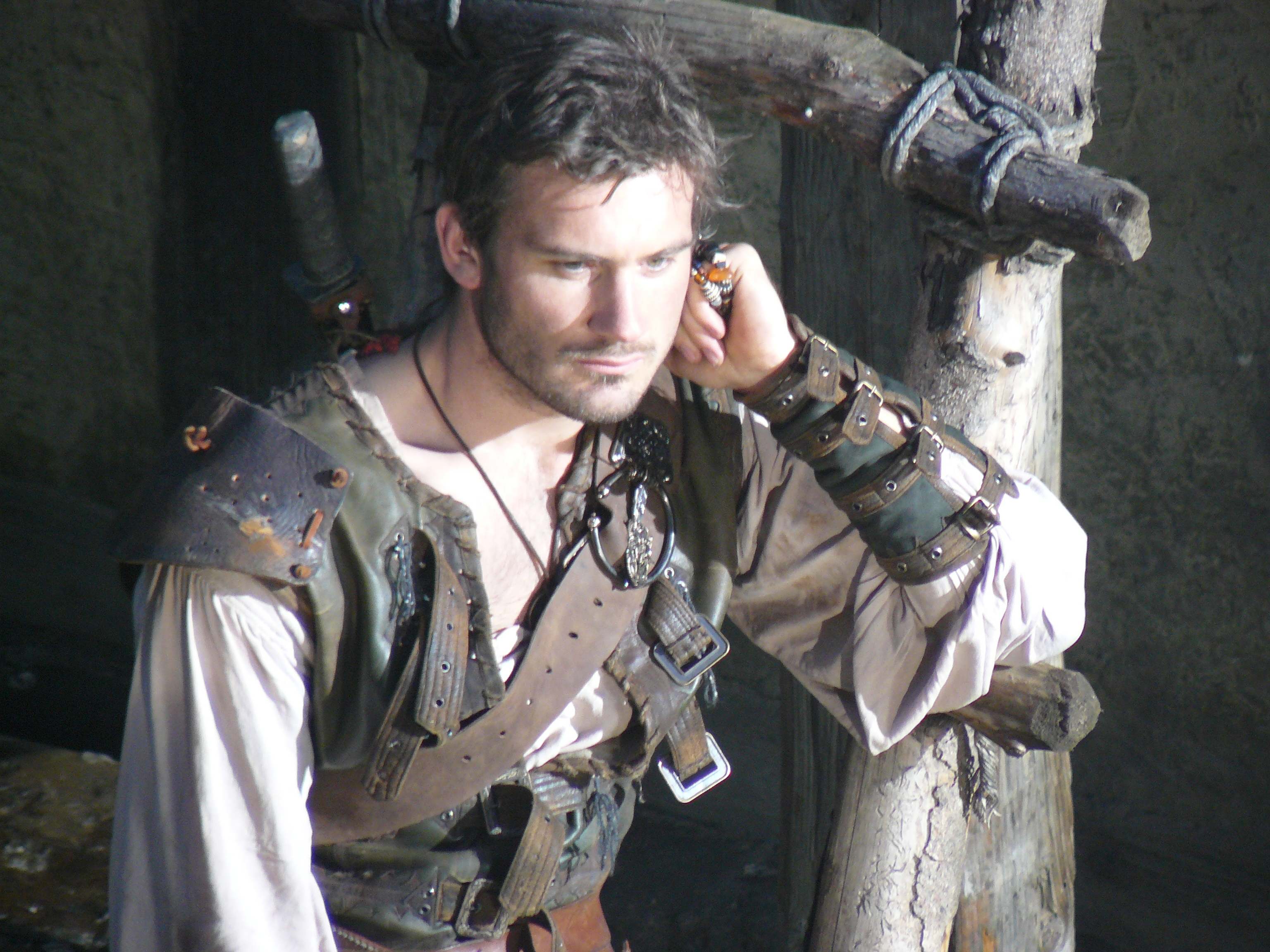
Clive como Archer en la serie Robin Hood en el 2009.

### Series de televisión
| Año         | Título           | Personaje           | Notas        |
| ----------- | ---------------- | ------------------- | ------------ |
| 2023        | The Morning Show | Andre Ford          | 4 episodios  |
| 2017 - 2018 | Taken            | Bryan Mills         | 26 episodios |
| 2013 - 2018 | Vikings          | Rollo               | 45 episodios |
| 2014        | Atlantis         | Telemon             | 2 episodios  |
| 2011        | Camelot          | Major Alan Marshall | 10 episodios |
| 2009        | Robin Hood       | Archer              | 3 episodios  |
| 2008        | Doctor Who       | Soldado Carl Harris | 3 episodios  |
| 2005        | Doctors          | Charlie Halliday    | 3 episodios  |
| 2004        | Waking the Dead  | Martin Raynor       | 2 episodios  |

### Películas

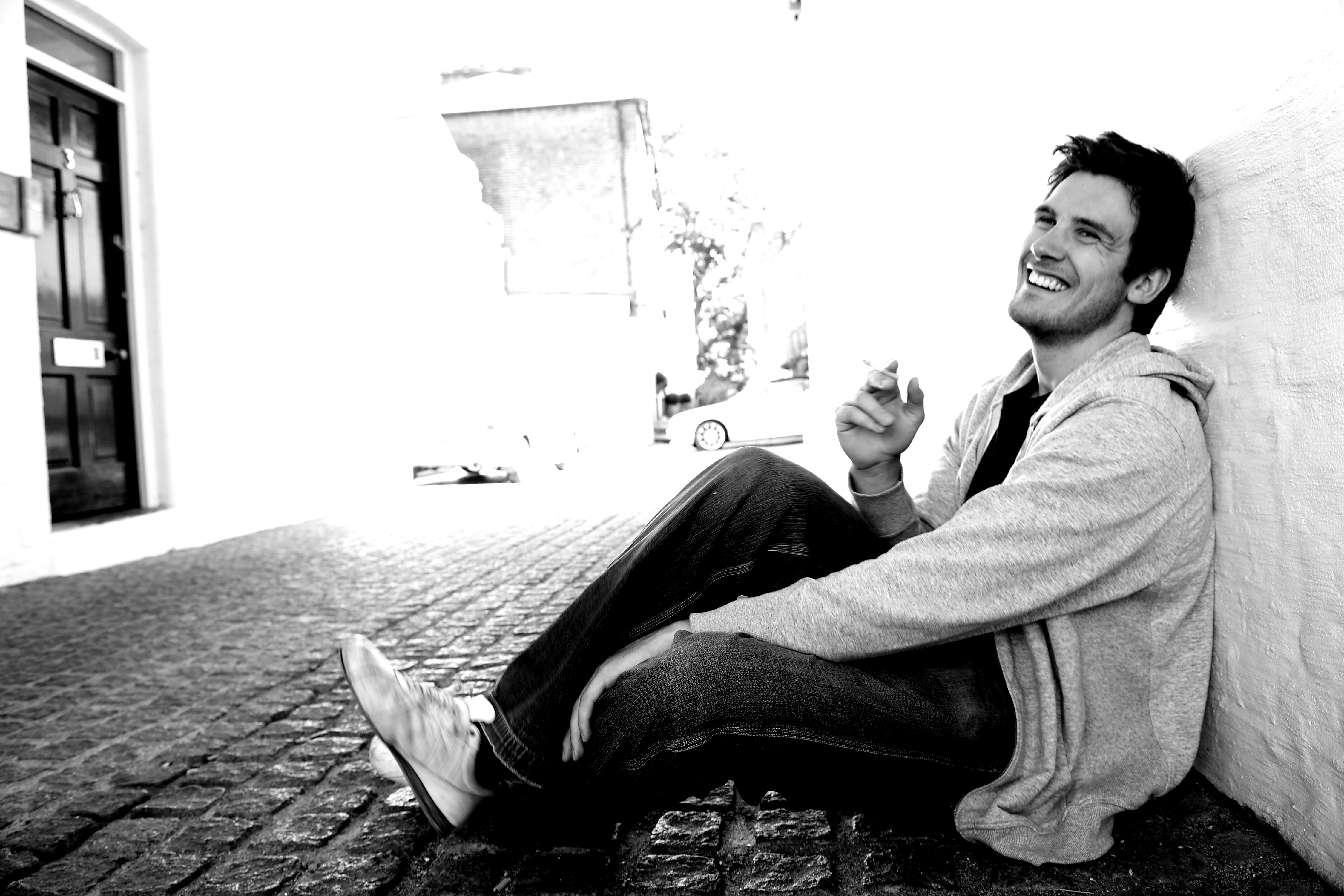
Clive durante un photoshoot en el 2006.

| Año  | Título                 | Personaje        | Notas                                                                                            |
| ---- | ---------------------- | ---------------- | ------------------------------------------------------------------------------------------------ |
| 2018 | Patient Zero           | Coronel Knox     | junto a Matt Smith, Natalie Dormer y Stanley Tucci                                               |
| 2015 | Everest                | Ed Viesturs      | junto a Robin Wright, Jake Gyllenhaal, Josh Brolin, Sam Worthington, Emily Watson y Jason Clarke |
| 2013 | Hammer of the Gods     | Hagen            | junto a Charlie Bewley, James Cosmo, Glynis Barber y Ivan Kaye                                   |
| 2012 | Moscow                 | Roger Bloomstart | corto junto a Vivienne Harvey y Tree Carr                                                        |
| 2007 | Namastey London        | Charles Brown    | junto a Akshay Kumar, Katrina Kaif, Rishi Kapoor y Nina Wadia                                    |
| 2006 | Heroes and Villains    | Pete             | junto a David Raymond, Jenny Agutter, James Corden y Brendan Patricks                            |
| 2005 | Tom Brown's Schooldays | Brooke           | junto a Alex Pettyfer, Stephen Fry, Jemma Redgrave y Georgia Moffett                             |

### Videojuegos
| Año  | Juego                            | Personaje                | Notas                             |
| ---- | -------------------------------- | ------------------------ | --------------------------------- |
| 2010 | Aliens vs. Predator              | Rookie/Marines           | prestó su voz para los personajes |
| 2010 | Inversion                        | Leo/Gulthar              | prestó su voz para los personajes |
| 2010 | Warhammer 40,000: Space Marine 2 | Teniente Demetrian Titus | prestó su voz para el personaje   |

### Apariciones
| Año  | Programa         | Notas              |
| ---- | ---------------- | ------------------ |
| 2011 | The Wright Stuff | panelista invitado |

### Teatro
| Año  | Obra                       | Personaje       | Director        | Teatro                        | Notas                                                         |
| ---- | -------------------------- | --------------- | --------------- | ----------------------------- | ------------------------------------------------------------- |
| 2005 | The Invention of Love      | Moses Jackson   | Richard Beecham | Salisbury Playhouse Theatre   | junto a Christopher Ravenscroft, Robin Laing y Malcolm Rennie |
| -    | West Side Story            | Diesel          | -               | The Royal Albert Hall Theatre | -                                                             |
| -    | The Ballad of Salmon Pavey | Nathanial Giles | -               | Shakespeare's Globe Theatre   | -                                                             |